# John C. Faith
John Carter Faith (* 22. August 1925 in Canton, Fulton County, Illinois; † 15. Mai 2022 in Carlisle, Cumberland County, Pennsylvania) war ein Generalmajor der United States Army. Er war unter anderem Kommandeur der 1. Panzerdivision.
John Faith war ein Sohn von Harold Boughn Faith und dessen Frau Helen Carter. Im Jahr 1947 absolvierte er die United States Military Academy in West Point. Nach seiner Graduation wurde er als Leutnant in das Offizierskorps des US-Heeres aufgenommen. In der Armee durchlief er anschließend alle Offiziersränge vom Leutnant bis zum Zwei-Sterne-General.
In seinen jüngeren Jahren absolvierte er den für Offiziere in den niederen Rangstufen üblichen Dienst in verschiedenen Einheiten und Standorten. Dazu gehörten auch Aufgaben als Stabsoffizier in verschiedenen Hauptquartieren. Faith kommandierte militärische Einheiten auf allen Ebenen bis zum Divisionskommandeur. Dabei war er im Lauf seiner Dienstzeit in Deutschland, Kentucky, New York, Kansas, Südkorea,  Texas, Virginia und in der Bundeshauptstadt Washington, D.C. stationiert.
In den Jahren 1968 und 1969 war Faith im Vietnamkrieg eingesetzt. Dort diente er im Stab der 1. Infanteriedivision als Leiter der Stabsabteilung G2 (Nachrichtendienste). Im September 1979 übernahm er in Ansbach als Nachfolger von Glenn K. Otis das Kommando über die 1. Panzerdivision. Dieses Kommando behielt er bis November 1981 als Thomas F. Healy seine Nachfolge antrat. Im März 1982 ging John Faith in den Ruhestand.
Er starb am 15. Mai 2022 in Carlisle in Pennsylvania und wurde auf dem amerikanischen Nationalfriedhof Arlington beigesetzt.

## Orden und Auszeichnungen
John Faith erhielt im Lauf seiner militärischen Laufbahn unter anderem folgende Auszeichnungen:
- Army Distinguished Service Medal
- Silver Star
- Legion of Merit
- Bronze Star Medal
- Distinguished Flying Cross